# Bezirksrabbinat Langenschwalbach
Das Bezirksrabbinat Langenschwalbach mit Sitz in Langenschwalbach, der Kreisstadt im Rheingau-Taunus-Kreis in Hessen, wurde um 1830 eingerichtet und bestand bis 1851. Im Jahr 1851 wurde der Sitz des Rabbinates nach Bad Ems verlegt.

## Bezirksrabbiner
Das Rabbinat war zunächst mit dem 1848 pensionierten und 1858 verstorbenen Landrabbiner Samuel Salomon Wormser aus Fulda besetzt.
Seit 1848 amtierte der zunächst in Heddernheim und Langenschwalbach als Religionslehrer tätige Rabbiner Benjamin Höchstätter (1811–1888). 